# Yvan Aumont
 (octobre 2015).
Si vous disposez d'ouvrages ou d'articles de référence ou si vous connaissez des sites web de qualité traitant du thème abordé ici, merci de compléter l'article en donnant les références utiles à sa vérifiabilité et en les liant à la section « Notes et références ».
 (juin 2019).
Pour les articles homonymes, voir Aumont.
Yvan Aumont, né le 19 mai 1938 à Paris, est un ingénieur, journaliste et dirigeant royaliste français.

## Biographie
Victor Yvan Aumont est né à Paris le 19 mai 1938. Fils d’un petit industriel fabriquant des engins de levage. Il fait ses études au collège Sainte-Croix de Neuilly puis intègre l’école des ingénieurs des Arts et Métiers d’Angers.
Yvan Aumont adhère à la Restauration nationale (organisation qui a pris la suite de l’Action française après guerre) pendant les événements d’Algérie. Très actif, il participe à la relance de l'action royaliste dans les universités à la veille de mai 1968.
Pendant les journées de Mai, il organise la propagande du mouvement et, avec quelques-uns de ses amis, impose une ligne d’opposition au Régime et de dialogue avec les contestataires. L’Action française (AF) connaît alors ses plus beaux succès d'après-guerre et un afflux de jeunes militants étudiants et lycéens qu'elle mobilise immédiatement dans ses campagnes contre l’Europe supranationale (1970-1971).
Dénonçant l'immobilisme et la faiblesse d'analyse de la direction maurrassienne, Yvan Aumont organise en 1971 avec Gérard Leclerc, Yves Lemaignen, Bertrand Renouvin, Jean Toublanc, Georges-Paul Wagner et l'ensemble des jeunes cadres et militants du mouvement la scission qui donnera naissance en avril 1971 à la Nouvelle Action française (NAF).
Ce mouvement s'appelle désormais la Nouvelle Action royaliste (NAR). Promoteur d'un royalisme moderne et impliqué dans les combats de son temps, il a nettement pris ses distances avec l'héritage maurrassien et rassemble des personnalités en provenance de tous les horizons politiques, confessionnels et sociaux (gaullisme, socialisme, syndicalistes, …) 
Yvan Aumont est actuellement le Directeur général du mouvement dont il assure l'administration  et le directeur de la publication du bimensuel Royaliste, dont l'éditorialiste est Bertrand Renouvin, et des autres publications du groupe : la revue Cité et le Lys rouge.